# Asandro (rey del Bósforo)
Asandro, llamado Philocaesar Philoromaios (en griego: Άσανδρoς Φιλοκαισαρ Φιλορώμαίος, 110 a. C.– 17 a. C.) fue un noble aristócrata del Reino del Bósforo.

## Biografía
Era de ascendencias griega, y posiblemente persa. No se sabe mucho de su vida familiar y temprana. Empezó su carrera política y militar como general bajo Farnaces, rey de Ponto y el Bósforo. Según algunos eruditos, Asandro se casó por primera vez con una mujer llamada Glykareia. Es conocida por una inscripción griega que ha sobrevivido: «Glykareia, mujer de Asandro».
Hacia 47 a. C., Asandro se casó con su segunda mujer, Dinamia, hija de Farnaces II y de una mujer sármata, que era nieta del rey Mitrídates VI y de su primera mujer, Laodice del Ponto. En 47 a. C., Asandro se rebeló contra Farnaces II, quien le había nombrado regente del Reino del Bósforo durante la guerra contra el general de la República Romana, Gneo Domicio Calvino. Asandro esperaba que al desertar, traicionando a su suegro, ganaría favor con los romanos y ellos le podrían ayudar a convertirse en rey del Bósforo. Farnaces II fue derrotado por los romanos, y huyó a refugiarse con sus seguidores, pero Asandro le encontró y le dio muerte.
Asandro se convirtió así en rey del Bósforo, y fue capaz de retener el trono, con su mujer Dinamia como reina. Esto duró, hasta que el dictador romano Julio César mandó a un tío paternal de Dinamia, Mitrídates I del Bósforo a declarar la guerra al reino del Bósforo y reclamar el reino para sí. Asandro y Dinamia fueron derrotados por Mitrídates I y marcharon al exilio. Sin embargo, después de la muerte de Julio César en 44 a. C., el reino del Bósforo fue devuelto a Asandro y Dinamia por el heredero de Julio César, Octaviano, el futuro emperador Augusto. Dinamia dio un hijo a Asandro, llamado Aspurgo, y puede que tuvieran otros hijos.
Según el geógrafo griego Estrabón, Asandro construyó durante su reinado una gran muralla o foso, de 360 estadios de longitud, a través del istmo de Crimea, el moderno Istmo de Perekop, con el propósito de proteger la península contra los ataques de los nómadas.
Desde 44 a. C. hasta su muerte en 17 a. C., Asandro gobernó como rey fuerte del Bósforo, aunque a veces, su reinado experimentara tiempos difíciles. En 17 a. C., Asandro murió de inanición voluntaria, a la edad de 93 años, cuando presenció, desesperado cómo sus tropas desertaban al usurpador romano, Escribonio. Escribonio pretendía ser pariente de Dinamia, para así obtener su trono.
Dinamia fue obligada a casarse con Escribonio. El estadista romano Marco Vipsanio Agripa descubrió el engaño de Escribonio, e intervino, nombrando a Polemón I como nuevo rey del Bósforo. Dinamia y Polemón se casaron en 16 a. C. Dinamia murió en 14 a. C., y Polemón gobernó hasta su muerte en 8 a. C. Polemón fue sucedido por Aspurgo.